# 快周刊

快周刊封面

《快週刊》是一份香港雜誌，由南華傳媒集團旗下快報週刊有限公司出版，已在2011年11月停刊。
快週刊出版早期分為為財經及娛樂兩冊，售價為十五港元。後期改為主打娛樂資訊，財經版易名為《資本壹週》分拆出版。
前香港立法會議員程介南曾是《快週刊》專欄作者。

## 命名
早期雜誌名稱用字為《快周刊》，其中「周」字後改用異體字「週」。

## 專欄作者
- 林超榮
- 屈穎妍
- 梁文道
- 邵國華
- 劉天賜
- 黎文卓
- 何志平
- 梁可婷
- 莫宜端
- 李重言

## 外部連結
- 快週刊 （页面存档备份，存于）